# 司馬威
司馬威（3世紀—301年），字景曜，小名阿皮，西晉宗室成員，河間平王司馬洪之子，章武王司馬混的兄長。司馬威阿附於趙王司馬倫，在其稱帝期間當上中書令，司馬倫敗後因其逼奪國璽之事被晉惠帝誅殺。

## 生平
司馬威是河間平王司馬洪之子，系出司馬孚、司馬望一脈。咸寧二年（276年）司馬洪去世，司馬威承襲河間王。咸寧三年（277年）徙封章武王。太康九年（288年）六月，司馬威轉封義陽王，替代有罪的被貶的司馬奇繼嗣祖父司馬望的爵位。
司馬威為人殘暴，不重道德，親附於趙王司馬倫，對其諂媚奉承。元康末年，司馬威遷任散騎常侍。永康二年（301年）司馬倫謀朝篡位，派遣司馬威及黃門郎駱休逼宮，在晉惠帝手上強奪玉璽。隨後司馬倫即位為帝後，以司馬威為中書令。同年司馬倫遭齊王司馬冏等推翻並被賜死，晉惠帝復位後對司馬威逼宮一事懷恨在心，說：「阿皮強行掰開我的手指，搶奪我的璽綬，不可不殺。」於是下令誅殺司馬威。

## 備註
1. ↑  《晉書·武帝紀》：八月癸亥，徙扶風王亮爲汝南王，東莞王伷爲琅邪王，汝陰王駿爲扶風王，琅邪王倫爲趙王，渤海王輔爲太原王，太原王顒爲河間王，北海王陵爲任城王，陳王斌爲西河王，汝南王柬爲南陽王，濟南王耽爲中山王，河間王威爲章武王。立皇子瑋爲始平王，允爲濮陽王，該爲新都王，遐爲清河王，鉅平侯羊祜爲南城侯。
2. ↑  《晉書·列傳第七》：「威字景曜，初嗣洪。咸寧三年，徙封章武。太康九年，嗣義陽王望。」
3. ↑  《晉書·列傳第七》：「威凶暴無操行，諂附趙王倫。元康末，為散騎常侍。倫將篡，使威與黃門郎駱休逼帝奪璽綬，倫以威為中書令。倫敗，惠帝反正，曰：『阿皮捩吾指，奪吾璽綬，不可不殺。』阿皮，威小字也。於是誅威。」

## 延伸阅读
[在维基数据编辑]
 《晉書·卷037》，出自房玄齡《晉書》

| 前任： 父司馬洪   | 晉朝河間王 276年—277年 | 繼任： 無 徙封章武王         |
| 前任： 初封       | 晉朝章武王 277年—288年 | 繼任： 弟司馬混              |
| 前任： 堂兄司馬奇 | 晉朝義陽王 288年—301年 | 繼任： 堂兄司馬奇 徙封棘陽王 |